# Dulee Johnson
Dulee Johnson (Monrovia, 7 de novembro de 1984) é um futebolista profissional liberiano que atua como meia.

## Carreira
Dulee Johnson representou o elenco da Seleção Liberiana de Futebol no Campeonato Africano das Nações de 2002.